# Justin Townes Earle

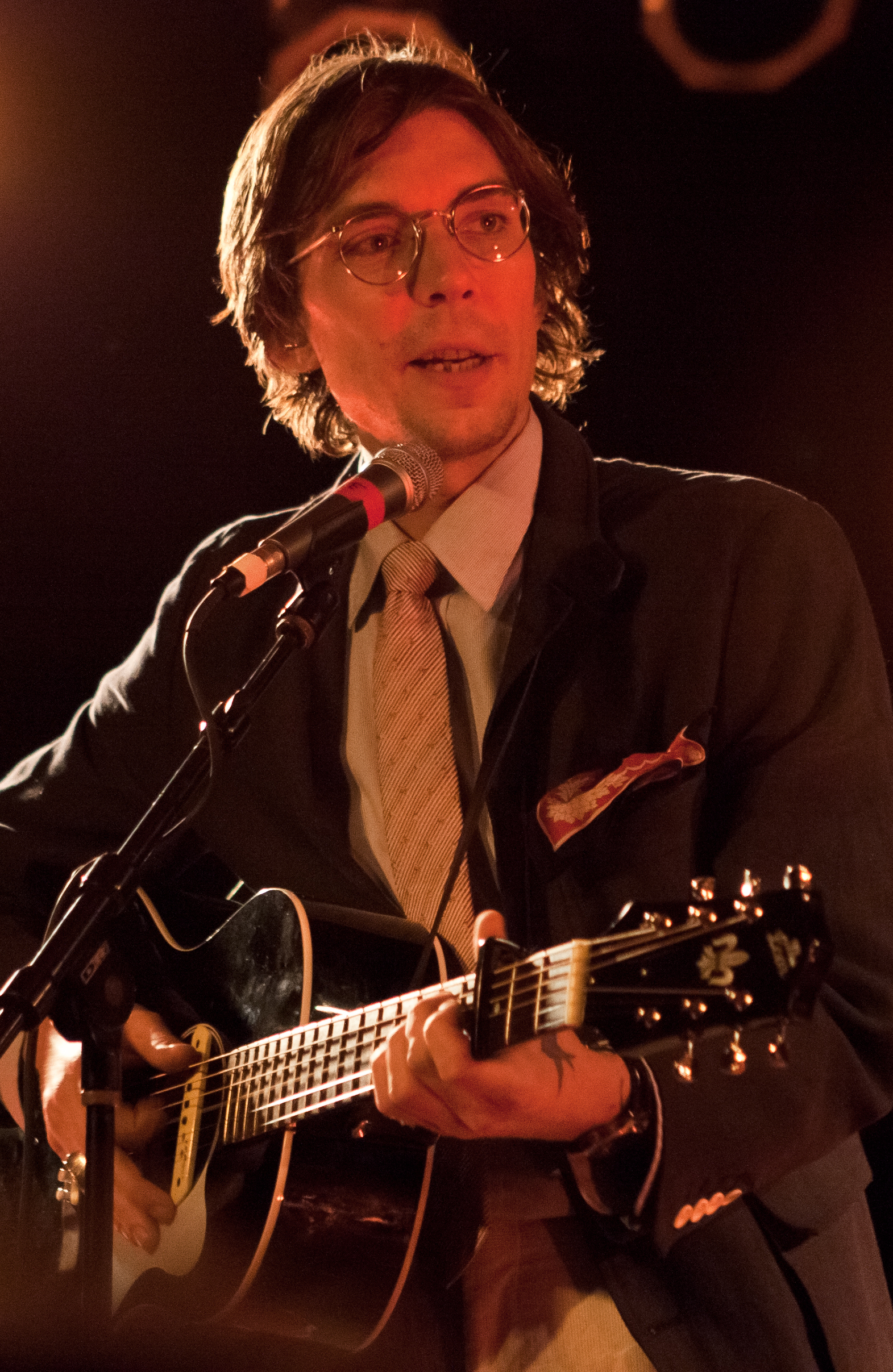
Justin Townes Earle (2012)

Justin Townes Earle (* 4. Januar 1982 in Nashville, Tennessee; † 20. August 2020 ebenda) war ein US-amerikanischer Singer-Songwriter und Musiker. Der zweite Vorname des Sohnes vom Alternative-Country-Musiker und Schriftsteller Steve Earle ist eine Hommage an den Singer-Songwriter Townes Van Zandt, Mentor und Vorbild seines Vaters.

## Leben und Karriere
Justin Townes Earle wuchs in South Nashville bei seiner Mutter Carol Ann Hunter Earle auf. Als er zwei Jahre alt war, trennten sich die Eltern. Justin Townes lebte zunächst bei seiner Mutter. Carol Ann bestritt den Lebensunterhalt für sich und ihren Sohn mit Gelegenheitsjobs. Aufgrund der ständig wechselnden Jobs war die Lebenssituation unstetig und von häufigen Wohnungswechseln geprägt. 1994 zog Justin Townes zu seinem Vater, nachdem dieser seine Drogenabhängigkeit überwunden und in der Folge sein Leben neu geordnet hatte. Justin Townes absolvierte Abstecher nach Memphis, um Konzerte von Punk-Bands zu besuchen, die er mochte, verließ die Schule, trieb sich zeitweilig in Chicago herum (das er verlassen musste, weil er – eigenen Aussagen zufolge – den falschen Leuten Geld schuldete) und geriet – ähnlich wie zuvor sein Vater – zunehmend in den Bann von Alkohol und anderen Drogen. Letztere führten schließlich zum Rausschmiss aus der Begleitband seines Vaters, für die er zeitweilig als Keyboarder und Gitarrist gearbeitet hatte. Seine musikalischen Lehr- und Wanderjahre absolvierte er mit Auftritten in Coffeeshops sowie als Mitglied zweier Nashviller Bands – den Rock-orientierten Distributors und der stärker Ragtime und Bluegrass zugetanen Formation The Swindlers.
Nachdem er seine Probleme mit Alkohol und anderen Drogen in den Griff bekommen hatte, startete Justin Townes Earle eine eigenständige Karriere als Countrymusiker und Singer-Songwriter. 2007 erschien sein Debütalbum Yuma – eine EP mit sechs Stücken und musikalisch stark geprägt von Folk, Blues und Country. Ebenso wie die Folgealben erschien Yuma bei dem Chicagoer Label Bloodshot Records. Im Jahr darauf folgte The Good Life – ein Volllänge-Album, welches von R. S. Field und Steve Poulton produziert wurde. Ebenso wie die Nachfolgealben erreichte The Good Life respektable Positionen in den Charts: Platz 70 in den Country-Charts des Billboard Magazine. Harlem River Blues aus dem Jahr 2010 erreichte Platz 40 der genreübergreifenden Auflistung, das Anschlussalbum Nothing’s Gonna Change the Way You Feel About Me Now (2012) Platz 62. Kommerziell gesehen weniger erfolgreich war lediglich Album Nummer drei – Midnight at the Movies aus dem Jahr 2009. 2009 absolvierte Justin Townes Earle zusammen mit Gillian Welch, David Rawlings, der Old Crow Medicine Show und den Felice Brothers die Big Surprise Tour. Im September desselben Jahres erhielt er einen Americana Music Award als „neuer und aufstrebender Künstler des Jahres“.
Harlem River Blues (2010) sowie das als Single ausgekoppelte Titelstück erwiesen sich rückblickend als der Punkt, ab dem Justin Townes Earle kontinuierlich im Fokus von Publikums-Aufmerksamkeit und Medien stand. Zusammen mit seinem Vater absolvierte er im selben Jahr einen Gastauftritt in der HBO-Dramaserie Treme – eine Episodengeschichte, welche das Überleben in dem vom Hurrikan Katrina heimgesuchten New Orleans zum Inhalt hat. Bereits im Vorjahr hatte Justin Townes zusammen mit seinem Vater ein Duett der Townes Van Zandt-Ballade Mr. Mudd and Mr. Gold eingespielt für Steve Earles Reminiszenz-Album Townes. Aufgrund eines mit Tätlichkeiten verbundenen Streits mit einem Clubbesitzer in Chicago wurde Earle am 16. September 2010 verhaftet und wegen Körperverletzung, Trunkenheit in der Öffentlichkeit sowie Widerstand gegen die Staatsgewalt unter Anklage gestellt. Nach Freilassung auf Kaution sowie der Absage noch angekündigter Konzerte erfolgte ein Aufenthalt in einer Rehabilitationsklinik sowie die nunmehr konsequent verfolgte Abkehr von Alkohol und anderen Drogen. Im Jahr 2012 produzierte Justin Townes Earle Wanda Jacksons Album Unfinished Business. 2012 folgte sein fünftes Album Nothing’s Gonna Change the Way You Feel About Me Now – musikalisch geprägt von der Wegwendung von Folk und Country und der Hinwendung zu Memphis-Soul- und Blues-Tönen.
Die beiden Folgealben – Single Mothers (2014) und Absent Fathers (2015) – waren als Auseinandersetzung mit der eigenen Biografie konzipiert. Erscheinen sollten sie ursprünglich als Doppelalbum. Aufgrund von Differenzen mit Earles neuem Label, Vagrant Records, erfolgte die Veröffentlichung allerdings nacheinander als Einzelalbum. 2017 erschien das achte Studioalbum – Kids in the Street. Als Label fungierte diesmal New West Records – die Plattenfirma, welche auch die Alben seines Vaters veröffentlichte. Produzent war Mike Mogis (Bright Eyes, First Aid Kid). Anders als bei Earles früheren Alben erfolgten die Aufnahmen nicht in Nashville, sondern in Omaha, Nebraska. Soundtechnisch war die Produktion stärker an modernen Darbietungsformen aus Rock und Pop orientiert und führte ein Stück weit weg von Earles klassischem Folk-Country-Stil. Im Juni 2017 absolvierte Justin Townes Earle zusammen mit einem Begleitmusiker vier Auftritte in Deutschland. Stationen dabei waren Berlin, Hamburg, Köln und Frankfurt am Main.
Justin Townes Earle war seit 2013 verheiratet. 2017 wurde eine Tochter geboren – Etta St. James Earle, benannt nach der Blues-Musikerin Etta James. Zusammen mit seiner Familie lebte er an der US-Westküste in Portland, Oregon.
Am 20. August 2020 wurde Townes Earle tot in seiner Wohnung aufgefunden, nachdem Freunde die Polizei alarmiert hatten, da sie seit mehreren Tagen nichts mehr von ihm gehört hatten. Die örtliche Polizei geht von einer Drogen-Überdosis als Todesursache aus.

## Selbstverortung und Kritiken
In seinem Schaffen geprägt wurde Justin Townes Earle von unterschiedlichen Künstlern. Mit 18, so Earle im Zug einer Porträtstory des Ox-Fanzine, sei er von den Künstlern der Beat Generation fasziniert gewesen – Leuten wie Jack Kerouac, Herbie Hancock und Gregory Corso. Speziell die Atmosphäre des New Yorker Times Square zu jener Zeit habe es ihm angetan – daher auch seine Vorliebe für Kinos, welche als Lokalitäten in den Beatnik-Romanen eine große Rolle gespielt hätten. Was die rebellische Attitüde anbelangt, seien Country und Punk sehr ähnlich – speziell auch die Biografien der beiden Genre-Marksteine Johnny Cash und Sid Vicious. Der Unterschied sei oft, dass Punk-Musiker früh sterben, während Country-Musiker meist länger lebten und mit einem Lächeln ihren Weg gingen. Der Countrymusic-Mainstream habe sich im Lauf der Zeit zunehmend an andere vorherrschende Stile angepasst. Earle: „Als Hank Williams noch am Leben war, da war er der größte Pop-Star aller Zeiten. Als George Jones am Höhepunkt seiner Karriere war, war er der Pop-Star schlechthin in den USA und führte die Charts an. Heute hören die Menschen in den USA die schrecklichste Variante an Pop-Musik, die überhaupt vorstellbar ist.“
Musikalisch stark geprägt haben ihn Blues, Hillbilly, Country und Bluegrass. Musikalische Vorbilder sind Townes Van Zandt, von dem er seinen Namen hat; darüber hinaus Hank Williams und Charlie Poole. Southern Soul steht ihm eigenen Angaben zufolge als Musikrichtung ebenfalls nah. Im Gegensatz zu seinem Vater Steve begreift er sich als weniger politisch. Die Beziehung zu ihm, so Justin Townes Earle, sei nie sehr tief gewesen. Earle: „Mein Vater gab mir viel Schlechtes mit auf den Weg, als ich klein war. Steve Earle war mit Sicherheit nicht das Vorbild, das man sich für ein Kind wünschen würde. Es war vor allem meine Mutter, die mir erklärt hat, was richtig und was falsch ist. Ihre Vorstellungen haben mich von klein auf geprägt.“ Mittlerweile käme er, so Earle, mit seinem Vater jedoch gut aus. Darüber hinaus seien beide miteinander übereingekommen, sich nicht gegenseitig zu featuren, so dass jeder sein eigenes Ding durchziehen könne.
In den Medien wird Justin Townes Earle oft dem Subgenre Americana zugeordnet. Im Zug einer Künstlervorstellung wurde Single Mothers von dem Musikportal Küchensessions.de als typisches Americana-Album präsentiert. Die Webseite classicrock.net ordnete die 2017er-Veröffentlichung New Kids in the Street ebenfalls als Americana-Album ein. Die österreichische Tageszeitung Der Standard schrieb anlässlich des Erscheinens von Absent Fathers: „Townes rumpelt in intim produzierten Balladen durch diverse Jammertäler, ohne je zu dick aufzutragen. Er erzählt kleine traurige Geschichten von Außenseitern und Einzelgängern wider Willen. Hin und wieder zwinkert uns ein Song zu, signalisiert uns, dass ihm nicht alles so heiß auf der Zunge brennt, wie es vom Leben gekocht wurde.“ Als Resümee konstatierte der Artikel zwar, dass man den Variantenreichtum des Vaters beim Sohn etwas vermisse. Justin sei gut – allerdings wirke er auch etwas brav. Obwohl man so wohl werden müsse, wenn man einen alten Junkie als Vater habe – der sich selbst wundere, dass er sein Leben bis heute überlebt hat.
2013 porträtierte die Dokumentarfilmerin Marieke Schroeder die neue Country-Generation Nashvilles in dem Film Country Roads. Neben Justin Townes Earle wurden dabei auch John Carter Cash Junior sowie die Singer-Songwriterin und Alternative-Country-Musikerin Caitlin Rose porträtiert. Neben den Veränderungen im Musik-Business der Stadt thematisierte der Film auch die sozialen Gegensätze in der Appalachen-Region und dem Countrymusik-Heimatstaat Tennessee sowie die Ansprüche, welche die porträtierten Künstler mit ihrer Musik verbinden.

## Diskografie (Auswahl)

### Studioalben
| Jahr | Titel Musiklabel                                                       | Höchstplatzierung, Gesamtwochen, AuszeichnungChartplatzierungen (Jahr, Titel, Musiklabel, Platzierungen, Wochen, Auszeichnungen, Anmerkungen) | Höchstplatzierung, Gesamtwochen, AuszeichnungChartplatzierungen (Jahr, Titel, Musiklabel, Platzierungen, Wochen, Auszeichnungen, Anmerkungen) | Anmerkungen                              |
| Jahr | Titel Musiklabel                                                       | US | Country | Anmerkungen                              |
| ---- | ---------------------------------------------------------------------- | --- | --- | ---------------------------------------- |
| 2008 | The Good Life Bloodshot Records                                        | — | Country70 (2 Wo.)Country | Erstveröffentlichung: 25. März 2008      |
| 2009 | Midnight at the Movies Bloodshot Records                               | — | — | Erstveröffentlichung: 3. März 2009       |
| 2010 | Harlem River Blues Bloodshot Records                                   | US47 (2 Wo.)US | — | Erstveröffentlichung: 13. September 2010 |
| 2012 | Nothing’s Gonna Change the Way You Feel About Me Now Bloodshot Records | US62 (1 Wo.)US | — | Erstveröffentlichung: 26. März 2012      |
| 2014 | Single Mothers Loose Music / Vagrant Records                           | US56 (1 Wo.)US | — | Erstveröffentlichung: 9. September 2014  |
| 2015 | Absent Fathers Loose Music / Vagrant Records                           | — | — | Erstveröffentlichung: 13. Januar 2015    |
| 2017 | Kids in the Street New West Records                                    | US161 (1 Wo.)US | — | Erstveröffentlichung: 26. Mai 2017       |
| 2019 | The Saint of Lost Causes New West Records                              | — | — | Erstveröffentlichung: 24. Mai 2019       |